# Edward P. Costigan

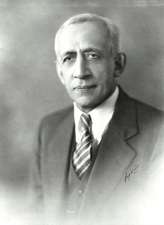

Edward Prentiss Costigan  (* 1. Juli 1874 in King William County; † 17. Januar 1939 in Denver) war ein US-amerikanischer Politiker (Republikanische Partei, Progressive Party und Demokratische Partei), der von 1931 bis 1937 den Bundesstaat Colorado im Senat vertrat.

## Leben
Er graduierte in Jura  an der Harvard-Universität im Jahre 1899 und begann seine Arbeit als Rechtsanwalt in Denver im Jahre 1900. 
Costigan war einer der Gründungsmitglieder der Progressive Party in Colorado im Jahr 1912, verlor aber die Wahl zum Gouverneur. Präsident Woodrow Wilson ernannt ihn zum Mitglied der United States Tariff Commission im Jahre 1917. Er wurde als Demokrat im Jahr 1930 in den Senat der Vereinigten Staaten gewählt. Oscar L. Chapman leitete seinen Wahlkampf.

## Costigan-Wagner Gesetz
Costigan und Robert F. Wagner förderten ein bundesweites Antilynchgesetz. Im Jahr 1935 wurden Versuche unternommen, Präsident Franklin D. Roosevelt für die Unterstützung des Costigan-Wagner Gesetzes zu gewinnen. Roosevelt jedoch verweigerte die Unterstützung dieser Gesetzesvorlage, die Sheriffs, die die Gefangenen nicht vor einem Lynchmob schützen, bestrafen sollte. Er glaubte, damit die Unterstützung der weißen Wähler im Süden verlieren würde, somit die Präsidentschaftswahlen 1936 verlieren würde. 
Das Costigan-Wagner-Gesetz erhielt Unterstützung vieler Mitglieder des Kongresses, aber der südlichen Opposition gelang es dieses zu verhindern. Allerdings startete eine nationale Debatte, die Aufmerksamkeit auf das Verbrechen der Lynchjustiz brachte.